# Bretton Hall (Manhattan)
Bretton Hall es un edificio residencial de doce pisos en 2350 Broadway, que se extiende desde entre las calles 85 y 86 en el Upper West Side de Manhattan, Nueva York (Estados Unidos).

## Historia
Fue terminado en 1903, como el Hotel Bretton Hall, un hotel residencial que se anuncia a sí mismo como el hotel más grande de la zona alta. El arquitecto fue Harry B. Mulliken, de Mulliken y Moeller, quien diseñó muchos otros hoteles: el Hotel Cumberland, el Hotel Thomas Jefferson y el Hotel Spencer Arms en Broadway, el Hotel Lucerne en Amsterdam Avenue en la calle 79, y el Los edificios de apartamentos Van Dyck, Severn, Jermyn y Chepstow en el Upper West Side. 
The 86th Street Company recibió la propiedad no mejorada de Le Grand K. Petit con una hipoteca de 90 000 dólares. El 10 de marzo de 1902, la Metropolitan Life Insurance Company obtuvo un préstamo de construcción de 1 250 000 dólares al 6%. Posteriormente, la 86th Street Company hipotecó la propiedad por 1 365 000 dólares al 6 %, con vencimiento el 1 de octubre de 1903, a la General Building and Construction Company. John R. & Oscar L. Foley arrendaron Bretton Hall a Anderson & Price por veintiún años por un precio de 2 394 000 dólares, para Irons & Todd, quienes comprendían Seaboard Realty y 86th Street Companies.
A principios de la década de 1980, una organización llamada Artists Assistance Services alquilaba apartamentos en Bretton Hall a precios más bajos para las personas del arte. Una condición era que tendrían que compartir sus espacios con una "actividad cultural", como una clase de kárate.

## Arquitectura
Cuando se inauguró a finales de 1903, el apartotel era a prueba de fuego y estaba equipado con una planta eléctrica y seis ascensores. Tenía una caseta y un sótano. La estructura contenía 187 suites, 506 habitaciones, 231 baños y 385 cuartos de baño.Su fachada en Broadway mide 62,5 m y 30,5 en la calle 85. Su medida trasera era 62 m. Los planes para Bretton Hall se presentaron el 7 de junio de 1902 con un costo de construcción estimado en 1 550 000 dólares.
El New York Produce Exchange Bank abrió una sucursal en el Bretton Hall Hotel en noviembre de 1903. Alquilaron oficinas en el edificio por un período de diez años, por un alquiler anual de entre 2500 y 3500 dólares. Posteriormente fue adquirido por el inversor Benjamin Winter, Sr., quien lo perdió en 1932 durante la Gran Depresión, después de declararse en quiebra.
A principios del siglo XXI, el edificio de ladrillo rojo y piedra caliza tiene 461 apartamentos de alquiler. Su fachada emplea piedras angulares repetidamente, particularmente sobre la bahía central sobre la entrada de Broadway. Tiene una gran carpa de acero inoxidable y una entrada de cuatro escalones con un acceso lateral a la rampa para discapacitados. No tiene garaje, jardines en la acera, gimnasio ni terraza en el techo. Bretton Hall emplea a un conserje. El edificio cuenta con balcones ornamentales y otros atributos arquitectónicos. Su fenestración es fortuita. Su fachada ejemplifica la arquitectura Beaux Arts, pero carece de la elaborada cornisa que tenía originalmente. Se perdió hace muchos años. El arquitecto J. C. Calderon ha rediseñado el parapeto en ladrillo rojo con piedra colocada en franjas alternas. La restauración del edificio costó un millón de dólares.